# 해 달 별 그리고 사랑
"해 달 별 그리고 사랑"(해.달.별 그리고 사랑)은 한국에서 제작된 이형표 감독의 1972년 영화이다. 장동휘 등이 주연으로 출연하였고 박원석 등이 제작에 참여하였다.

## 출연

### 주연
- 장동휘
- 최은희
- 김희라